# Resiliência climática

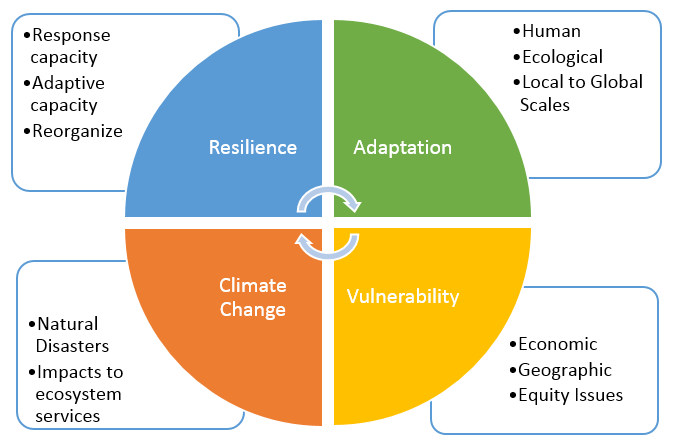
Um gráfico exibindo a interconectividade entre mudança climática, adaptabilidade, vulnerabilidade e resiliência.

A resiliência climática é definida como a "capacidade social, econômica e dos ecossistemas para lidar com um evento perigoso, tendência ou distúrbio". Isso é feito “respondendo ou reorganizando de maneira a manter sua função, identidade e estrutura essenciais (assim como a biodiversidade no caso de ecossistemas), mantendo também a capacidade de adaptação, aprendizado e transformação”. :7O foco principal de aumentar a resiliência climática é reduzir a vulnerabilidade climática que comunidades, estados e países têm atualmente em relação aos muitos efeitos das mudanças climáticas. Atualmente, os esforços de resiliência climática abrangem estratégias sociais, econômicas, tecnológicas e políticas que estão sendo implementadas em todas as escalas da sociedade. Da ação da comunidade local aos tratados globais, abordar a resiliência climática está se tornando uma prioridade, embora se possa argumentar que uma parte significativa da teoria ainda não foi traduzida na prática. Apesar disso, há um movimento robusto e crescente alimentado por órgãos locais e nacionais voltados para construir e melhorar a resiliência climática.:7
A resiliência climática está relacionada aos esforços de adaptação às mudanças climáticas.Tem como objetivo reduzir a vulnerabilidade às mudanças climáticas e inclui considerações sobre justiça climática e equidade. As implementações práticas incluem infraestrutura resiliente ao clima, agricultura resiliente ao clima e desenvolvimento resiliente ao clima. A maioria das abordagens objetivas para medir a resiliência climática usa definições fixas e transparentes de resiliência e permite que diferentes grupos de pessoas sejam comparados por meio de métricas padronizadas.

## Definição
A resiliência climática é geralmente considerada a capacidade de se recuperar ou mitigar a vulnerabilidade a choques relacionados ao clima, como enchentes e secas. É um processo político que fortalece a capacidade de todos para mitigar a vulnerabilidade aos riscos e se adaptar às mudanças nos padrões de perigos e variabilidade do clima. It is a political process that strengthens the ability of all to mitigate vulnerability to risks from, and adapt to changing patterns in, climate hazards and variability.
O Sexto Relatório de Avaliação do IPCC define a resiliência climática da seguinte forma: "Resiliência neste relatório é definida como a capacidade dos ecossistemas sociais, econômicos e de lidar com um evento perigoso ou tendência ou distúrbio, respondendo ou reorganizando de forma a manter sua função essencial, identidade e estrutura, bem como a biodiversidade no caso dos ecossistemas, mantendo também a capacidade de adaptação, aprendizagem e transformação. A resiliência é um atributo positivo quando mantém tal capacidade de adaptação, aprendizado e/ou transformação." :7
Resiliência é um conceito útil porque fala entre setores e disciplinas, mas isso também o torna aberto à interpretação, resultando em definições diferentes e às vezes concorrentes. A definição de resiliência climática é fortemente debatida, tanto em termos conceituais quanto práticos. :7

## Conceitos relacionados

### Adaptação às mudanças climáticas
O fato de que a resiliência climática engloba uma dupla função, tanto de absorção de choque quanto de auto-renovação, é o principal meio pelo qual ela pode ser diferenciada do conceito de adaptação ao clima. Em geral, a adaptação é vista como um conjunto de processos e ações que ajudam um sistema a absorver mudanças que já ocorreram ou podem ocorrer no futuro. Para o caso específico de mudança ambiental e adaptação climática, muitos argumentam que a adaptação deve ser definida estritamente como abrangendo apenas processos e ações de tomada de decisão ativa – em outras palavras, mudanças deliberadas feitas em resposta às mudanças climáticas.
É claro que essa caracterização é altamente discutível: afinal, a adaptação também pode ser usada para descrever processos naturais e involuntários pelos quais organismos, populações, ecossistemas e talvez até sistemas socioecológicos evoluem após a aplicação de certos estresses externos. No entanto, com o objetivo de diferenciar adaptação climática e resiliência climática do ponto de vista da formulação de políticas, podemos contrastar a noção de adaptação ativa e centrada no ator com resiliência, que seria uma abordagem mais baseada em sistemas para construir redes socioecológicas que são inerentemente capaz de não apenas absorver mudanças, mas utilizar essas mudanças para desenvolver configurações mais eficientes.

### Vulnerabilidade às mudanças climáticas
Se a definição de resiliência é a capacidade de se recuperar de um evento negativo, neste caso as mudanças climáticas, então falar de preparativos prévios e estratégias de recuperação (aka adaptações), bem como populações que são mais ou menos capazes de desenvolver e implementar um estratégia de resiliência (também conhecidas como populações vulneráveis) são essenciais. Isso está enquadrado nos supostos impactos prejudiciais das mudanças climáticas para os ecossistemas e serviços ecossistêmicos.
É importante observar que os esforços para aumentar a resiliência podem resultar em resultados adaptativos, mal-adaptativos ou mesmo ambos. Ao considerar a desigualdade com adaptação, podemos nos concentrar na justiça distributiva, cuja intenção é maximizar os benefícios e promover o engajamento das comunidades mais desfavorecidas. A identificação de uma comunidade ou população como vulnerável pode gerar vieses devido aos diferentes fatores negociados no termo vulnerável. Vulnerabilidade de resultado (com foco em medidas quantitativas) e vulnerabilidade contextual (com foco em medidas qualitativas) são dois aspectos que devem ser pensados em conjunto para alcançar uma compreensão integral do estado vulnerável de uma comunidade. Como o nível de vulnerabilidade de uma população está mudando constantemente (assim como as ameaças e os impactos das mudanças climáticas), os esforços para fornecer estratégias adaptativas devem oferecer múltiplas oportunidades e resultados.

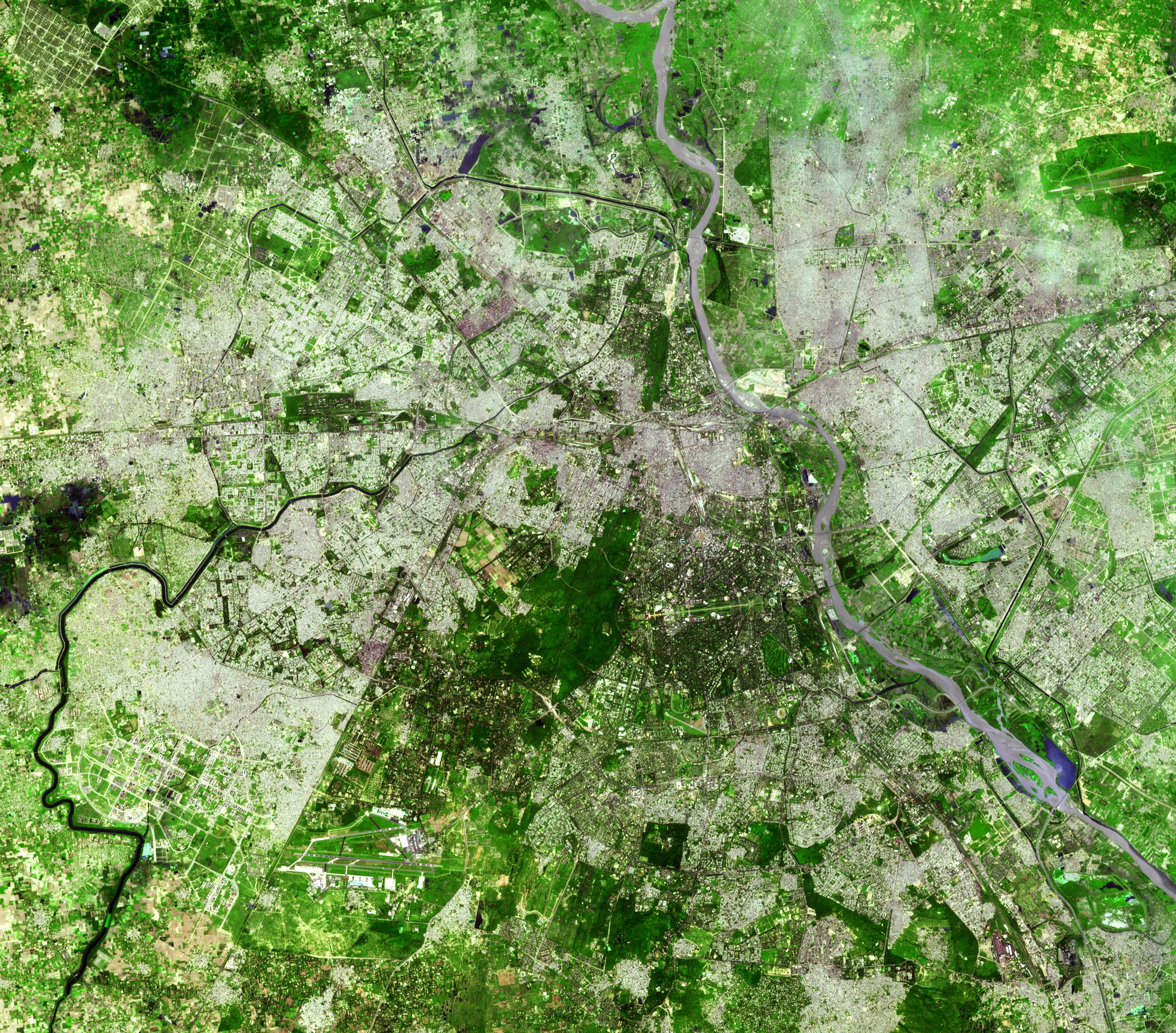
Uma vista aérea de Delhi, na Índia, onde as florestas urbanas estão sendo desenvolvidas para melhorar a resistência às intempéries e a resiliência climática da cidade

## História
A base teórica para muitas das ideias centrais para a resiliência climática existe desde a década de 1960. Originalmente uma ideia definida para sistemas estritamente ecológicos, a resiliência em ecologia foi inicialmente delineada por CS Holling como a capacidade de sistemas ecológicos e relacionamentos dentro desses sistemas persistirem e absorverem mudanças em "variáveis de estado, variáveis de condução e parâmetros". Essa definição ajudou a formar a base para a noção de equilíbrio ecológico: a ideia de que o comportamento dos ecossistemas naturais é ditado por um impulso homeostático em direção a um ponto de ajuste estável. Sob essa escola de pensamento (que manteve um status bastante dominante durante esse período), os ecossistemas foram percebidos como respondendo a distúrbios em grande parte por meio de sistemas de feedback negativo – se houver uma mudança, o ecossistema agiria para mitigar essa mudança o máximo possível e tentativa de retornar ao seu estado anterior.
À medida que uma quantidade maior de pesquisas científicas em adaptação ecológica e gestão de recursos naturais foi realizada, ficou claro que, muitas vezes, os sistemas naturais estavam sujeitos a comportamentos dinâmicos e transitórios que mudavam a forma como reagiam a mudanças significativas nas variáveis de estado: em vez de trabalhar de volta para um pré-determinado equilíbrio, a mudança absorvida foi aproveitada para estabelecer uma nova linha de base para operar. Em vez de minimizar as mudanças impostas, os ecossistemas podem integrar e gerenciar essas mudanças e usá-las para alimentar a evolução de novas características. Essa nova perspectiva de resiliência como um conceito que trabalha inerentemente sinergicamente com elementos de incerteza e entropia começou a facilitar mudanças no campo da gestão adaptativa e dos recursos ambientais, por meio de um trabalho cuja base foi construída por Holling e colegas mais uma vez.
Em meados da década de 1970, a resiliência começou a ganhar força como uma ideia na antropologia, na teoria da cultura e em outras ciências sociais. Houve um trabalho significativo nesses campos relativamente não tradicionais que ajudaram a facilitar a evolução da perspectiva da resiliência como um todo. Parte da razão pela qual a resiliência começou a se afastar de uma visão centrada no equilíbrio e em direção a uma descrição mais flexível e maleável dos sistemas socioecológicos deveu-se a trabalhos como o de Andrew Vayda e Bonnie McCay no campo da antropologia social, onde versões de resiliência foram implantadas para desafiar os ideais tradicionais da dinâmica cultural.
Eventualmente, no final dos anos 1980 e início dos anos 1990, a resiliência mudou fundamentalmente como uma estrutura teórica. Não apenas agora era aplicável a sistemas socioecológicos, mas, mais importante, a resiliência agora incorporava e enfatizava ideias de gerenciamento, integração e utilização de mudanças, em vez de simplesmente descrever reações à mudança. Resiliência não era mais apenas absorver choques, mas também aproveitar as mudanças desencadeadas por estresses externos para catalisar a evolução do sistema socioecológico em questão.

## Ferramentas
Ferramentas para avaliação de resiliência variam dependendo do setor, da escala e da entidade, como domicílios, comunidades ou espécies. Elas também variam pelo tipo de avaliação, por exemplo, se o objetivo é entender a eficácia de intervenções de construção de resiliência.

### Ferramentas de avaliação de resiliência da comunidade
A avaliação de resiliência da comunidade é um passo importante para reduzir desastres causados por riscos climáticos. Elas também são úteis para estar pronto para aproveitar as oportunidades de reorganização. Existem muitas ferramentas disponíveis para investigar as características ambientais, sociais, econômicas e físicas de uma comunidade que são importantes para a resiliência. Uma pesquisa das ferramentas disponíveis encontrou muitas diferenças entre ferramentas sem abordagens padronizadas para avaliar a resiliência. Uma categoria de ferramentas se concentra principalmente em medir resultados. Em contraste, ferramentas que se concentram em medir a resiliência no "ponto de partida" ou estágios iniciais e continuamente ao longo de um projeto são menos comuns.

### Meios de subsistência e segurança alimentar
A maioria das iniciativas recentes para medir a resiliência em contextos de desenvolvimento rural compartilham duas deficiências: complexidade e alto custo. A USAID publicou um guia de campo para avaliar a resiliência climática em cadeias de suprimentos de pequenos produtores.
A maioria das abordagens objetivas usa definições fixas e transparentes de resiliência e permite que diferentes grupos de pessoas sejam comparados por meio de métricas padronizadas. No entanto, como muitos processos e capacidades de resiliência são intangíveis, as abordagens objetivas dependem fortemente de proxies brutos. Exemplos de medidas objetivas comumente usadas incluem o Resilience Index Measurement and Analysis (RIMA) e o Livelihoods Change Over Time (LCOT).
As abordagens subjetivas para a medição da resiliência adotam uma visão contrastante. Elas assumem que as pessoas têm uma compreensão válida de sua resiliência e buscam fatorar as percepções no processo de medição. Elas desafiam a noção de que os especialistas estão em melhor posição para avaliar a vida de outras pessoas. As abordagens subjetivas usam o menu das pessoas sobre o que constitui resiliência e permitem que elas se autoavaliem adequadamente. Um exemplo é o Índice de Resiliência Avaliada Subjetivamente (SERS).

## Resiliência climática por setor
"Desenvolvimento resiliente ao clima" tornou-se um novo paradigma (embora contestado) para o desenvolvimento sustentável, influenciando a teoria e a prática em todos os setores globalmente. Isso é particularmente verdadeiro no setor de água, uma vez que a segurança hídrica está intimamente conectada às mudanças climáticas. Em todos os continentes, os governos estão adotando políticas para economias resilientes ao clima, impulsionadas em parte por estruturas internacionais como o Acordo de Paris e os Objetivos de Desenvolvimento Sustentável.
O desenvolvimento resiliente ao clima "integra medidas de adaptação e suas condições favoráveis com mitigação para promover o desenvolvimento sustentável para todos". Envolve questões de equidade e transições de sistemas, e inclui adaptações para a saúde humana, ecossistêmica e planetária.  O desenvolvimento resiliente ao clima é facilitado pelo desenvolvimento de parcerias com grupos tradicionalmente marginalizados, incluindo mulheres, jovens, povos indígenas, comunidades locais e minorias étnicas.
Para alcançar o desenvolvimento resiliente ao clima, as seguintes ações são necessárias: aumentar as informações climáticas e o financiamento e a capacidade técnica para sistemas flexíveis e dinâmicos. Isso precisa ser associado a uma maior consideração da resiliência socioecológica e dos valores específicos do contexto das comunidades marginalizadas e ao envolvimento significativo com os mais vulneráveis na tomada de decisões. Consequentemente, a resiliência produz uma série de desafios e oportunidades quando aplicada ao desenvolvimento sustentável.

### Infraestrutura
Falhas de infraestrutura podem ter consequências de amplo alcance que se estendem para longe do local do evento original e por uma duração considerável após a falha imediata. Além disso, a crescente interdependência do sistema de infraestrutura de dependência, em combinação com os efeitos das mudanças climáticas e do crescimento populacional, contribuem para aumentar a vulnerabilidade e a exposição e maior probabilidade de falhas catastróficas. Para reduzir essa vulnerabilidade e em reconhecimento aos recursos limitados e à incerteza futura sobre as projeções climáticas, a infraestrutura nova e existente de longa duração deve passar por uma engenharia baseada em risco e análises econômicas para alocar adequadamente os recursos e o projeto para resiliência climática.
A incorporação de projeções climáticas em padrões de projeto de construção e infraestrutura, critérios de investimento e avaliação e códigos de construção de modelos não é comum atualmente. Algumas diretrizes de resiliência e estruturas informadas sobre risco foram desenvolvidas por entidades públicas. Esses manuais podem oferecer orientação para métodos de projeto adaptativos, caracterização de extremos, desenvolvimento de critérios de projeto de inundação, cálculo de carga de inundação e a aplicação de princípios de gerenciamento de risco adaptativo para extremos climáticos/meteorológicos mais severos. Um exemplo são as “Climate Resiliency Design Guidelines” da cidade de Nova Iorque.

### Agricultura
Agricultura climaticamente inteligente (ACI, ou agricultura resiliente ao clima) é um conjunto de métodos agrícolas que tem três objetivos principais com relação às mudanças climáticas. Primeiro, eles usam métodos de adaptação para responder aos efeitos das mudanças climáticas na agricultura (isso também cria resiliência às mudanças climáticas). Segundo, eles visam aumentar a produtividade agrícola e garantir a segurança alimentar para uma população mundial crescente. Terceiro, eles tentam reduzir as emissões de gases de efeito estufa da agricultura o máximo possível (por exemplo, seguindo abordagens de agricultura de carbono). A agricultura climaticamente inteligente funciona como uma abordagem integrada para gerenciar a terra. Essa abordagem ajuda os agricultores a adaptar seus métodos agrícolas (para criação de gado e plantações) aos efeitos das mudanças climáticas.
A abordagem mais eficaz para aprimorar a agricultura climaticamente inteligente (ACI) é envolver as organizações e o governo relevantes. Isso demonstrará os deveres e responsabilidades do governo e das instituições de apoio para facilitar o avanço das práticas de ACI. A avaliação de riscos exige contemplar a agricultura climaticamente inteligente. A ACI pode auxiliar na pesquisa da introdução de novas variedades de culturas para lidar com as mudanças climáticas.
Existem diferentes ações para se adaptar aos desafios futuros para culturas e gado. Por exemplo, com relação ao aumento das temperaturas e estresse por calor, a ACI pode incluir o plantio de variedades de culturas tolerantes ao calor, cobertura morta, árvores de limite e alojamento e espaçamento apropriados para o gado.
Existem tentativas de integrar a ACI nas principais políticas governamentais e estruturas de planejamento. Para que as políticas de ACI sejam eficazes, elas devem contribuir para um crescimento econômico mais amplo e redução da pobreza.

### Água e saneamento
Serviços de água resilientes ao clima são serviços que fornecem acesso a água potável de alta qualidade durante todas as estações e até mesmo durante eventos climáticos extremos. A resiliência climática em geral é a capacidade de se recuperar ou mitigar a vulnerabilidade a choques relacionados ao clima, como enchentes e secas. O desenvolvimento resiliente ao clima se tornou o novo paradigma para o desenvolvimento sustentável. Este conceito influencia, portanto, a teoria e a prática em todos os setores globalmente. Isso é particularmente verdadeiro no setor de água, uma vez que a segurança hídrica está intimamente ligada às mudanças climáticas. Em todos os continentes, os governos estão adotando políticas para economias resilientes ao clima. Estruturas internacionais como o Acordo de Paris e os Objetivos de Desenvolvimento Sustentável são os motores dessas iniciativas.
Várias atividades podem melhorar a segurança hídrica e aumentar a resiliência aos riscos climáticos: Realizar uma análise detalhada do risco climático para tornar as informações climáticas relevantes para usuários específicos; desenvolver métricas para monitorar a resiliência climática em sistemas hídricos (isso ajudará a rastrear o progresso e orientar os investimentos para a segurança hídrica); e usar novos modelos institucionais que melhorem a segurança hídrica.
Políticas de resiliência climática podem ser úteis para alocar água, tendo em mente que menos água pode estar disponível no futuro. Isso requer uma boa compreensão da situação hidroclimática atual e futura. Por exemplo, uma melhor compreensão das mudanças futuras na variabilidade climática leva a uma melhor resposta aos seus possíveis impactos.